# Vikings
Vikings — третій студійний альбом данського рок-гурту New Politics, який був виданий під лейблами DCD2 Records та Warner Bros. Records 14 серпня 2015 року. Альбом включає три сингли, зокрема "Everywhere I Go (Kings & Queens)", "West End Kids" та "Girl Crush". Сингл "Everywhere I Go (Kings & Queens)" був також записаний мовою сімліш та увійшов до складу DLC Get to Work для гри The Sims 4 в якості саундтреку.

## Список треків
Всі композиції були написані Девідом Бойдом, Сореном Гансеном та Луїсом Веккьо.
| #     | Назва | Тривалість |
| ----- | --- | ---------- |
| 1.    | «Everywhere I Go (Kings & Queens)» | 3:25       |
| 2.    | «West End Kids» | 3:32       |
| 3.    | «Girl Crush» | 2:54       |
| 4.    | «Lovers in a Song» | 3:11       |
| 5.    | «15 Dreams» | 3:04       |
| 6.    | «50 Feet Tall» | 3:30       |
| 7.    | «Pretend We're in a Movie» | 3:15       |
| 8.    | «Loyalties Among Thieves» | 3:12       |
| 9.    | «Stardust» | 3:40       |
| 10.   | «Aristocrat» | 3:16       |
| 11.   | «Strings Attached» (трек закінчується на 1:39, перший прихований трек "Bitch I'm Gold" на 5:00 і другий прихований трек "LSD" на 11:07) | 11:55      |
| 44:54 | |            |